# Гаявата (Канзас)
Гаявата (англ. Hiawatha) — місто (англ. city) в США, в окрузі Браун штату Канзас. Населення — 3280 осіб (2020).

## Географія
Гаявата розташована за координатами 39°51′5″ пн. ш. 95°32′17″ зх. д. / 39.85139° пн. ш. 95.53806° зх. д. (39.851471, -95.538028).  За даними Бюро перепису населення США в 2010 році місто мало площу 6,70 км², уся площа — суходіл.

## Демографія
Згідно з переписом 2010 року, у місті мешкали 3172 особи в 1369 домогосподарствах у складі 843 родин. Густота населення становила 473 особи/км².  Було 1588 помешкань (237/км²).
Расовий склад населення:
| - 89,6 % — білих - 2,9 % — корінних американців - 2,3 % — чорних або афроамериканців - 0,3 % — азіатів - 1,2 % — осіб інших рас |

До двох чи більше рас належало 3,8 %. Частка іспаномовних становила 3,9 % від усіх жителів.
За віковим діапазоном населення розподілялося таким чином: 24,1 % — особи молодші 18 років, 54,8 % — особи у віці 18—64 років, 21,1 % — особи у віці 65 років та старші. Медіана віку мешканця становила 42,6 року. На 100 осіб жіночої статі у місті припадало 86,6 чоловіків;  на 100 жінок у віці від 18 років та старших — 81,4 чоловіків також старших 18 років.
Середній дохід на одне домашнє господарство  становив 45 433 долари США (медіана — 37 794), а середній дохід на одну сім'ю — 58 761 долар (медіана — 50 885). Медіана доходів становила 41 422 долари для чоловіків та 27 645 доларів для жінок. За межею бідності перебувало 18,3 % осіб, у тому числі 32,6 % дітей у віці до 18 років та 10,0 % осіб у віці 65 років та старших.
Цивільне працевлаштоване населення становило 1557 осіб. Основні галузі зайнятості: освіта, охорона здоров'я та соціальна допомога — 36,8 %, виробництво — 22,9 %, роздрібна торгівля — 11,2 %, публічна адміністрація — 5,9 %.